# Belén Cruz
Belén De Jesús Cruz Arzate (Acapulco, Guerrero, México, 7 de noviembre de 1998), conocida como Belén Cruz, es una futbolista mexicana. Juega como media lateral en Tigres de la Primera División Femenil de México.

## Trayectoria deportiva
En 2024, durante el partido contra el Club América Femenil la futbolista, se rompió el ligamento de la rodilla izquierda, lo que le impidió concluir  la Liguilla.

## Clubes
| Club        | País   | Año       |
| ----------- | ------ | --------- |
| Tigres UANL | México | 2017-2025 |

## Palmarés

### Títulos nacionales
| Título          | Club        | País   | Año      |
| --------------- | ----------- | ------ | -------- |
| Liga MX Femenil | Tigres UANL | México | Cl. 2018 |
| Liga MX Femenil | Tigres UANL | México | Cl. 2019 |
| Liga MX Femenil | Tigres UANL | México | 2020     |
| Liga MX Femenil | Tigres UANL | México | Cl. 2021 |